# Белёвская крепость (Берестин)

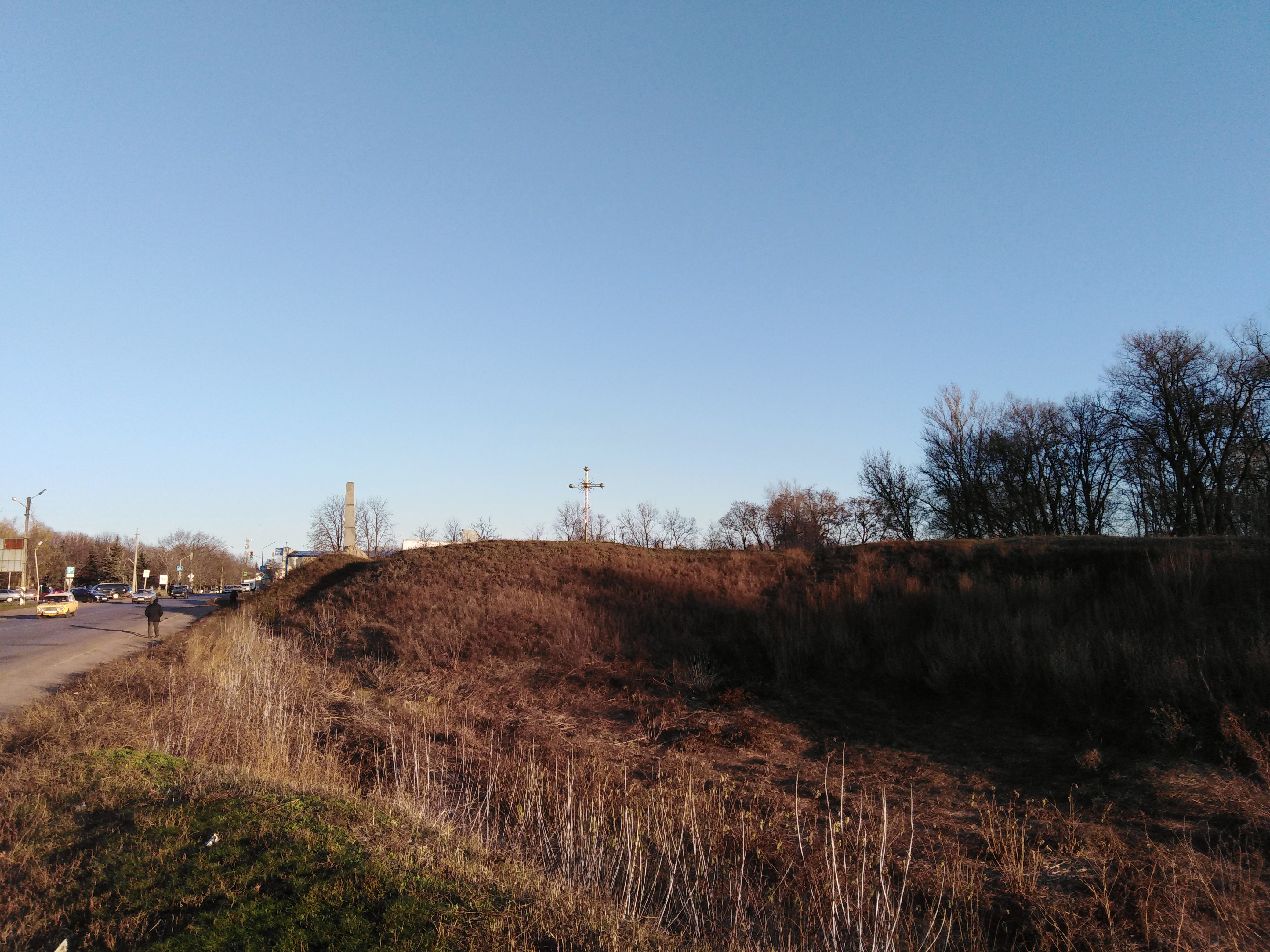
Белёвская крепость

Белёвская крепость (Красноград, Харьковская область, 49°22′08″ с. ш. 35°27′11″ в. д.) имела вид четырёхугольника, каждая сторона которого равнялась 100 метрам. По углам крепости были построены бастионы. С южной стороны крепости, сразу за рвом, располагался передовой редут. В середине крепости построены казармы, цейхгауз, пороховой погреб, казна, колодец. Позже от крепости к пруду и слободке построили подземные ходы. Линия подземных ходов постепенно разветвлялась по городу.

## История

### Заложение крепости
«…В том 1731 году, 23 июня, при бытности Генерала Графа Богемского, фон-Вейзбаха, при молебном пении и пушечной пальбе, заложена первая крепость на реке Берестовой, выше устья речки Берестовеньки по системе Вобана…
…Императрица Анна Иоанновна указала новозаложенную первую крепость именовать крепостью святого Иоанна, во имя блаженныя памяти Великого Государя Царя и Великого Князя Иоанна Алексеевича…»
Десятая крепость Украинской оборонной линии, заложенная 11 августа 1731 года генералом Таракановым, стала первым сооружением будущего города. Окончено строительство крепости 20 октября того же года. Здесь в 1733 году разместился один из 20 ландмилицких полков, который был сформирован в городе Белёве Тульской губернии Белгородским военным столом. От названия города Белёва получил название полк, а крепость, в которой он поселился, стала называться Белёвской.
К востоку от крепости поселились семьи солдат (ландмилиционеров) и офицеров. Так возникла около крепости Солдатская слободка. Ландмилиционеры охраняли Белёвскую крепость и прилегающие к ней участки линии, принимали участие в походах русской армии, периодически участвовали в военных учениях. За службу они освобождались от повинностей, получали землю и небольшую плату, в свободные часы занимались земледелием. Население слободки увеличивалось за счет подпомощников, которых правительство прикомандировало по одному к каждому ландмилиционеру. Подпомощник обязан был помогать ландмилиционеру в полевых работах и вообще в обзаведении хозяйством.
По завершении русско-турецкой войны 1735—1739 года наблюдается усиленное заселение Украинской линии и развитие землепашества. Уменьшение опасности татарских нападений привело к приливу добровольных поселенцев, которые заселяли свободные земли. Они не вливались в состав ландмилицейских полков и занимались исключительно земледелием. В средине XVIII столетия к югу от Украинской линии стали появляться украинские поселения, основанные по большей части левобережными поселенцами.
С 1736 по 1764 год в Белёвский крепости располагалась канцелярия Украинского ландмилицкого корпуса, Ландмилицкая комиссия и Генеральный ландмилицкий суд.
Под защитой крепости поселились купцы и ремесленники. Они построили квартал к западу от центра поселка. Под магазины отводили комнаты жилых домов, двери которых выходили на улицу. Между крепостью и заселенными кварталами построена первая кузница, которая обслуживала обитателей местечка и приезжих купцов. К востоку от Белёвской крепости было посажено 33 десятины и 1000 квадратных сажень сада. Это был так называемый Казённый сад. Его посадили и ухаживали за ним ландмилиционеры. В этом саду были построены шелковые «заводы». Такой «завод» представлял собой длинный сарай, в котором стояли столы, а на столах расставленные ящики с шелкопрядом.
Российское правительство делало попытку внедрить на Слобожанщине шелководство. В 1757 году Сенат выдал указ, в котором объяснялось, что в России растет спрос на шелковые, парчовые изделия, между тем шелк в стране почти не производится, его придется по дорогой цене ввозить из Персии. Сенат приказывал местной власти сообщить селянам «Украинской линии», чтобы они садили тутовые деревья, разводили шелкопряда и добывали шелк.
Шелководам из купцов обещано освобождение от службы и взыскания пошлины за продажу шелка в течение 10 лет. Они должны были продавать шелк русским шелковым мануфактурам. Всем желающим заняться шелководством предлагалось посетить Белёвскую крепость и ознакомиться с практикой разведения шелковицы.
В 1745 году в городке при Белёвской крепости организуются первые ярмарки, строятся за счет казны специальные помещения под магазины. Во второй половине XVIII в. жители города делятся на ремесленников, мещан, купцов. Постепенно выделяется зажиточная часть, из которой формировались органы местной власти. Во главе административной власти в городке стоял комендант, власть которого распространялась на все стороны жизни. Богатая верхушка города с каждым годом усиливала эксплуатацию, захватывала и присваивала общественные земли. Так, например, купец Григорий Сколий присвоил урочище Хомутовку и построил там в 1776 году первый в городке кирпичный завод. С этого времени зажиточные люди стали строить дома из кирпича. Одним из первых кирпичных домов был дом Генералитета Украинской линии. Купец Бочаров присвоил 30 десятин городской земли и тоже построил кирпичный завод. Богач Хрипунов захватил по реке Берестовой участок городского леса. За ней и в настоящий момент сохранилось название «Хрипунов лес». Этому потакали Канцелярия Украинской линии и комендант города, потому что и сами от того имели выгоду.
С поселением ландмилицких полков на Украинской линии связано возникновения сел Песчанка и Берестовеньки: первое неподалёку от Белёвской крепости, второе около крепости «Святого Иоанна». Остатки Ивановской крепости хорошо сохранились до наших дней. Тяжелой и беспросветной была жизнь людей в этих селах. Кроме работы в поле и отбывания разных повинностей, люди ничего не видели. Лишь в 1752 году на Украинской линии, в том числе и в Белёвской крепости, были открыты начальные школы для детей ландмилиционеров, в которых, кроме чтения, письма и арифметики, преподавалось «инженерное искусство» и артиллерийская наука. Детей солдат готовили к военной службе.
Царское правительство щедро раздавало плодородные земли русским дворянам, иностранцам, которые были на военной службе и при царском дворе, украинской казацкой старшине.
Во второй половине XVIII в. возникает ряд сел за Украинской линией: Циглеровка, Берёзовка, Поповка, Натальино и другие. В 1764 году Екатериновская провинциальная канцелярия, которая содержалась при Белёвской крепости, отвела свободные земли подполковнику Курского полка немцу фон Циглеру и полковнику Донецкого пикинёрского полка, выходцу из крымских татар Алимову. Нарезанные этим офицерам земли были расположены к югу от Украинской линии. Новых землевладельцев обязали учредить села на 48 усадеб каждое, и заселить их свободными людьми. Село, в котором была размещена усадьба фон Циглера, было названо Циглеровкой, второе село Березовкой. По преданию, Алимов выиграл Циглеровку в карты и передал её в наследство своему сыну. Дочь Алимова циглеровского стала женой офицера Я. О. Ламберта. (Братья Мориц, Карл и Яков Ламберты — французские дворяне. В период французской буржуазно-демократической революции 1789—1794 года эмигрировали в Россию и поступили на военную службу в царскую армию). (Н. Арандаренко «Заметки о Полтавскои губернии»).
Стратегическое значение Украинская линия потеряла во время русско-турецкой войны 1768-74 гг., когда в связи с перемещением государственных границ России на Юг была построена для обороны Украины Днепровская линия, которая прошла от устья реки Московки к нижнему течению реки Берды. Белёвская крепость с этого времени превращается в пересылочный пункт и место содержания крестьян, которые выступали против феодальной эксплуатации. На плане города 1782 года обозначены тюрьма и церковь.
После русско-турецкой войны (в 1768-74 году) в 1775 году была создана Азовская губерния. В неё входили 12 уездов, территория которых простиралась вплоть до Азовского моря. Главное управление губернии находилось в Белёвской крепости. Губернатору генералу Черткову российское правительство выделило в личное владение 3 тысячи десятин земли на левом берегу реки Берестовой. Основанное им поселение в честь его жены названо Натальино. Это же название перешло и на уезд. В октябре 1778 года Управления Азовской губернии переведены в город Екатеринослав, а Белёвская крепость стала уездным центром Азовской губернии. Указами от 30 марта 1783 г. и 22 января 1784 г. из Азовской и Новороссийской губерний создано Екатеринославское наместничество, в которое вошёл и Натальинский уезд.
За полвека (в 1731—1784 годах) вокруг Белёвской крепости выросло местечко, в котором проживало 617 человек, было 130 домов, 3 кузницы, около 20 магазинов, несколько шинков, каждый год проводились 3 ярмарки. В 1784 году указом императрицы Екатерины II Белёвская крепость переименована в город Константиноград. Имя дано было в честь внука императрицы Константина.
В 1787 году императрица Екатерина ІІ, путешествуя по Российской империи, 8 июня наблюдала за манёврами войск на территории Константиноградского уезда под командованием Потемкина и Суворова. Эта Суворовская битва вошла в историю как образцовая. 16 сентября 1817 года она была повторена на этой самой территории корпусом войск под командованием генерала Саксена в присутствии императора Александра I.
В результате выхода России к Чёрному морю развиваются экономические и политические связи с Турцией и другими странами Юга. Известно, что в 1793 году через Константиноград проезжало 50 подвод турецкого посольства. В 1796 году город Константиноград переведен на положение внештатного города Малороссийской губернии.

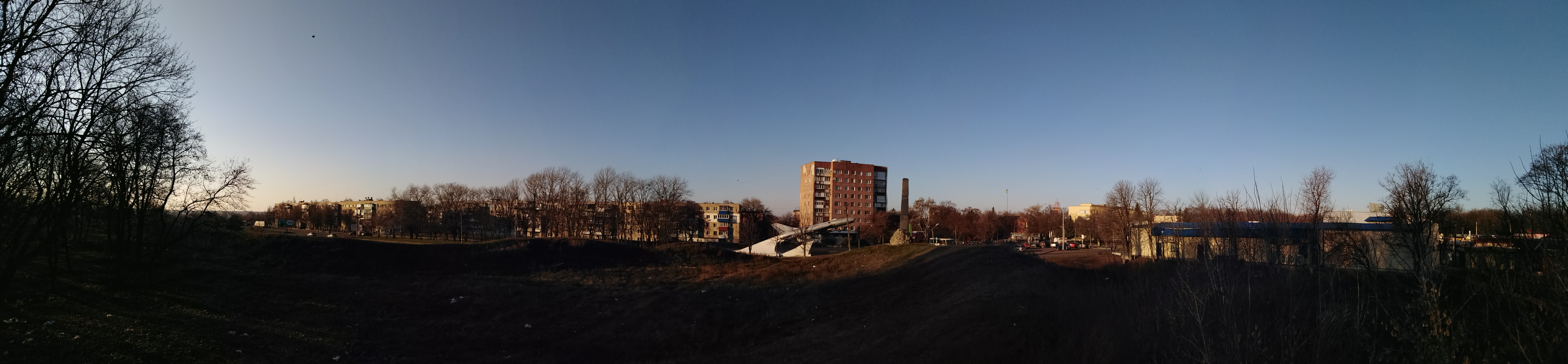
Панорама с крепостного вала